# Монастырь Корсунской Иконы Божией Матери
Монастырь в честь Корсунской иконы Божией Матери (фр. Le Monastère orthodoxe Notre Dame de Chersonèse или фр. Monastère orthodoxe de l'Icône de la Mère de Dieu de Chersonèse à Grassac) — православный женский монастырь Корсунской епархии, посвящённый «Корсунской» иконе Божией Матери и расположенный в деревне Думерак близ Грассака (департамент Шаранта) в 30 километрах от Ангулема во Франции.

## История
Монастырь основан в 1987 году по благословению Экзарха Московского Патриархата в Западной Европе митрополита Владимира (Сабодана). В 1994 году в обители началось строительство каменного храма. 27 апреля 1996 года епископ Корсунский Гурий (Шалимов) совершил великое освящение новопостроенного храма в честь Успения Пресвятой Богородицы.
Службы в монастыре совершаются на французском и церковно-славянском языках. Духовником монастыря является архимандрит Варсонофий (Феррье), настоятель скита Святого Духа в Ле-Мениль-Сен-Дени, принявший монашество под влиянием известного иконописца инока Григория (Круга).
Старшей сестрой монастыря (на 2012 год) является монахиня Гликерия, парижанка, поступившая в монастырь в 2000 году.
Иерей Иоанн Димитров отмечал: «Никто никогда не поменяет их расписание или ритм: ни прихожане, ни служащий священник. При этом сестры всегда гостеприимны, радостны и открыты. В молодости, по благословению Митрополита Антония Сурожского, они были послушницами в разных обителях Сербии и Финляндии, для того чтобы увидеть монашескую жизнь глазами самих монахинь, а затем уже основать свою монашескую общину. Мне кажется, им это удалось очень хорошо. В монастыре — атмосфера мира, покоя, молитвы, вне всякой суеты, без стремлений к чудесам и без бесконечных рассказов о явлениях, старцах и прочем подобном».